# اینارچ
اینارچ (به مجاری: Inárcs) یک شهرداری در مجارستان است که در ناحیه داباش واقع شده‌است. اینارچ ۲۲٫۵۳ کیلومتر مربع مساحت و ۴٬۴۵۲ نفر جمعیت دارد.

## خواهرخوانده
شهر آدا، صربستان خواهرخواندهٔ اینارچ هست.